# Київський академічний обласний музично-драматичний театр імені П. К. Саксаганського
Київський академічний обласний музично-драматичний театр імені П. К. Саксаганського — обласний академічний музично-драматичний театр в місті Білій Церкві; значний культурний осередок міста і області.

## Загальні дані
Київський академічний обласний музично-драматичний театр імені П. К. Саксаганського розташований у пристосованій будівлі за адресою:
провул. Клубний, буд. 1, м. Біла Церква (Київська область, Україна).
Театр, що міститься в колишньому клубному приміщенні, має велику та малу сцени.
Вистави театру відбуваються українською мовою.
в. о. директора-художнього керівника — Заслужений працівник культури України Подолянець Ігор Іванович.

## Історія театру
29 грудня 1933 року Наркомат  освіти УРСР ухвалив рішення про утворення в місті Біла Церква 4-го Київського обласного робітничо-колгоспного театру. Це був один із восьми пересувних театрів на Київщині на той час і єдиний, який вистояв у непростих умовах постійного гастрольного життя. До його складу увійшли актори-випускники Київського інституту музики і драми ім. М. Лисенка та декілька акторів-курбасівців. Трупа тоді нараховувала 18 чоловік. У 1935 році відбулася прем'єра вистави «Мірандоліна» К. Гольдоні. У репертуарі театру в той час — твори І. Котляревського, М. Старицького, М. Горького, Ф. Шиллера. Головні ролі в них виконують М. Артемов, А. Шилова, М. Стебляк, Н. Кольцова, Ю. Недоля, О. Пронічев, М. Вітась, Л. Адолінська. Режисер театру — І. Ненюк.
У 1937 році на Республіканській Олімпіаді з героїчною драмою В. Суходольського «Устим Кармелюк» у постановці Юрія Григоренка колектив з Білої Церкви займає І місце серед 22 пересувних театрів. Того ж року Радою Міністрів України театру було присвоєно ім'я П. К. Саксаганського за особистою згодою самого корифея української сцени.
Під час Великої Вітчизняної війни майже всі актори пішли на фронт. Хтось — зі зброєю в руках захищати Батьківщину, хтось — боротися силою мистецтва у фронтових бригадах.
Але вже на початку 1946 року театр знову відновлює свою діяльність. 12 січня відбулася прем'єра вистави «Літак запізнюється на добу» за п'єсою М. Рибака та І. Савченка. У 50-ті роки в репертуарі театру вистави за п'єсами О. Островського, Лесі Українки, М. Горького, К. Гольдоні, І. Дунаєвського, М. Гоголя, О. Корнійчука.
З 1958 року театр іменується Київським обласним українським музично-драматичним театром ім. П. К. Саксаганського.
В 60-і роки  трупа складається з двадцяти акторів. У цей час і в наступні десятиліття в театрі працювали такі майстри сцени, як заслужений артист України М. Бондаренко, заслужений артист УРСР А. Скиба, заслужені артисти Л. Талах, М. Крсек, А. Щебатуріна, Н. Мазурчак, Г. Кутурга, М. Сулима, І. Кучер, М. Кучер, С. Рєзнік, В. Веснянка, О. Кольцова, З. Школіна, Г. Чалій, Г. Костомарова та багато інших блискучих митців. Театр гастролює містами України, Білорусі, Молдови, Краснодарського краю, Казахстану.
Вистава «Королева тюльпанів» на польовому стані. На сцені актор М. Кольцов. Справа — «гримерка» (автобус). Для дітей найкращі — «м'які» — місця.
Свій вклад до творчої скарбниці театру внесли видатні діячі мистецтва і культури, головні режисери: Євген Гречук, народний артист Ігор Рибчинський та заслужені артисти Микола Єсипенко, Еділ Ольшевський, Віталій Авраменко, Іван Казнадій, які працювали в театрі у 60-70-х роках. З 1969 року театр очолює Валентин Ілліч Петько. У 1971 році театр виборює друге місце серед театрів Радянського Союзу (І місце — МХАТ).
У 60-80 роках до репертуару театру увійшли вистави за творами всесвітньо відомих авторів: «Медея» Еврипіда, «Мірандоліна» К. Гольдоні, «Материнське поле» Ч. Айтматова, «Третя патетична», «Кремлівські куранти» М. Погодіна, «Інтервенція» Л. Славіна, «Каса маре» І. Друце, «Вій, вітерець» Я. Райніса, «Одруження» М. Гоголя, «Витівки Скапена» Ж. Мольєра, «Вільний вітер» І. Дунаєвського, «Месьє Амількар» І. Жаміака, «Пігмаліон» Б. Шоу та ін. Творча біографія театру збагачена творами класичної української драматургії: «Циганка Аза», «Ой, не ходи, Грицю», «Ніч під Івана Купала» М. Старицького, «Сватання на Гончарівці» Г. Квітки-Основ'яненка, «Дай серцю волю», «Зізі», «Перше кохання» М. Кропивницького, «Тарас Бульба», «Майська ніч» за М. Гоголем, «Правда і Кривда» за М. Стельмахом.
Величина досягнень яскраво проступає на тлі численних труднощів, які доводилося долати колективу театру. Це і буремні сторінки історії, і брак фінансування, і важке мандрівне життя пересувного театру, і майже постійна відсутність власного приміщення.
На початку 60-х років XX ст. будівлю на Торговій площі, в якій на той час базувався Білоцерківський український музично-драматичний театр ім. Саксаганського, закрили через аварійний стан, а згодом знесли.
Не маючи власного приміщення, у 60-х роках XX ст. артисти були змушені проводити репетиції в стінах Преображенського собору.
У 70-х роках з'явилася надія на будівництво нового театру. Розглядалися навіть проекти будівель. Однак сподівання так і лишилися не втіленими у життя. Щоб привернути увагу влади до проблем театру, артисти проводили театралізовані акції на заболоченому майданчику в районі сьогоднішнього парку Шевченка, де вже навіть стриміли сваї майбутнього театру.
Зараз театр займає приміщення колишнього будинку офіцерів, яке у 2007 році було відремонтоване, однак повністю не відповідає вимогам сучасного театру. Крім того, зала, розрахована на 234 місця, вже давно не вміщує усіх бажаючих глядачів.
В 1998 році театр стає міським і отримує фінансування із місцевого бюджету.
У 1999 році театр бере участь у фестивалі камерних і моновистав «Золота Парсуна». На ньому актор Володимир Рєпін стає лауреатом за роль у моновиставі «Крак».
У 2001 році театральний колектив бере участь у Міжнародному фестивалі сучасної української драми, а також у II фестивалі українського мистецтва в Болгарії. Цього ж року в театрі відкрито малу сцену.
У 2002 році актор театру Микола Кам'ярук бере участь у фестивалі театрального мистецтва в Польщі.
З 2006 року, з приходом на посаду генерального директора-художнього керівника В'ячеслава Ускова, спостерігаються значні позитивні перетворення в житті театру та стрімкий підйом. Важливою подією стає повернення йому статусу обласного.
В цьому ж році колектив бере участь в Міжнародному театральному фестивалі «Граюча людина». Надалі отримує відзнаки і нагороди на фестивалях різного рівня, таких як Всеукраїнське свято театрального мистецтва «Вересневі самоцвіти» у Кіровограді, Міжнародний фестиваль жіночої творчості ім. Марії Заньковецької у Ніжині, фестиваль мистецтв України у Києві, Міжнародний фестиваль «Сцена людства» в Черкасах, театральний фестиваль «Театральна елегія» в Іллічівську, Міжнародний фестиваль комедії «Талія» у Тарнові (Польща), Міжнародний театральний фестиваль «Мельпомена Таврії», Відкритий регіональний фестиваль театрального мистецтва «В гостях у Гоголя» (Полтава), «Зустрічі в Одесі», «Мандруючі зірки» у Києві. У квітні 2012 р. в театрі ім. П. Саксаганського відбувся І Всеукраїнський фестиваль молодої української режисури ім. Леся Курбаса.
«Сюди прагне творча молодь з усіх мистецьких вишів не тому, що театр забезпечує житлом сімейних і нежонатих, і не тому, що заробітна платня регулярна і пристойна, хоча… Театр декларує і демонструє повноцінність існування не столичного взірця, а європейського».
Олексій Кужельний, «У культурі немає провінції». — «День», № 217, 2013 р.
8 травня 2010 року було підписано Угоду про співпрацю з Тарновським театром ім. Людовика Сольського (Польща).
Поїздка носила характер робочого візиту з метою переймання досвіду, в основному, у сфері хореографії та налагодження дружніх стосунків із угорськими колегами на терені мистецтва. Саксаганці відвідали майстер-класи кращих, всесвітньовідомих, викладачів Угорщини у м. Бекешчоба в вищій школі танцю та в Будапешті в Академії танцю. З директором Національного театру, українцем за походженням, були обговорені шляхи співпраці та отримано запрошення на фестиваль.
У серпні 2016 року шоу-програму, присвячену відкриттю 83 театрального сезону, та драматичні вистави відвідали гості з Фінляндії. Зокрема — Ігор Фрей, фінський актор театру і кіно українського походження, диктор, телеведучий, театральний педагог і режисер, художній керівник Українського народного театру у Фінляндії. Усі гості були вражені високою професійністю і безмежним талантом артистів театру та європейським рівнем постановок. Їх захопила справжня українська автентичність, національна свідомість та могутня сила духу. Тому цей захват вилився у налагодженні співпраці між Театром імені Саксаганського та країнами Скандинавії. Одразу ж було підписано офіційну угоду про гастролі саксаганців з шоу-програмою, адже у Європі ще не бачили настільки майстерної роботи!
Склад театру поповнюється молодими акторами і режисерами, які органічно влилися у колектив досвідчених саксаганців — Лідії Дяченко, Івана Калініченка, Людмили Мерви, Володимира Рєпіна, Анатолія Бевза, Олени Кралевої, Ніни Кравчук, Надії Моцної, Віктора Надем'янова, Ігоря Болховітіна, Анжеліки Кисліциної, Олени Ярмоленко, Світлани Лановенко, Юлії Саражинської, Наталії Сінькової, Надії Теслюк… Збільшується й урізноманітнюється репертуар. Тепер театр щосезону випускає близько десяти прем'єр.
Завдяки злагодженій праці колективу, прагненню до розвитку та мудрій політиці керівництва театр виходить на новий щабель розвитку. У листопаді 2009 року сталася визначна подія — йому надано статус академічного.
Театр Саксаганського зумів здобути прихильність публіки в Україні та за кордоном. Насамперед завдяки своїм виставам. Але є ще одна сторона діяльності, якою пишаються саксаганці. Оскільки театр музично-драматичний, за останній час було докладено багато зусиль, щоб творчий склад повністю відповідав зазначеному статусу. Сьогодні відносно молодий оркестр вражає своєю майстерністю і багатством репертуару. Його неординарність у тому, що працює він у різних жанрах: виконує симфонічну, естрадо-симфонічну, народну музику і джаз. Така різноплановість дозволяє задовольняти найвибагливіші смаки, тож за кілька років музиканти подарували публіці більше десяти концертних програм.
Справжня окраса театру — професійний балет із випускників закладів вищої освіти Харкова, Херсона, Дніпропетровська, Донецька, Києва… Щороку здійснюються постановки більше 80 хореографічних постановок для шоу-програм та вистав. Кожна з них вражає майстерністю виконання, оригінальністю хореографів-постановників та емоційною наповненістю.
Артисти-вокалісти, кожен з яких володіє неповторним голосом, не меншою мірою наділені драматичним талантом. Кожен вихід на сцену — маленька вистава, кожна пісня — маленьке прожите життя.
Танець, пісня, жива музика у виконанні оркестру, вплетені у полотно вистав, додають їм нових барв, допомагають глибше, повніше розкрити режисерський задум. Разом з тим — розкривають іще одну грань таланту артистів. А тематичні концертні і шоу-програми театру дарують глядачам незабутні враження.
Керівництво та колектив театру докладають максимум зусиль, щоб кожна зустріч із театральним мистецтвом для глядачів була бажаною, комфортною та доступною. Для найменш забезпечених верств населення запроваджено проект «Соціальні вистави», завдяки якому студенти, пенсіонери, інваліди — усі категорії, які мають певні пільги, передбачені законодавством України, — можуть дозволити собі купити квиток за прийнятною ціною і долучитися до мистецтва театру.
Для керівників та учасників аматорських театральних колективів Київщини проводяться майстер-класи від режисерів театру. Організовуються творчі зустрічі з шанувальниками театрального мистецтва.
Репертуар театру складають більше 60 вистав, серед яких — постановки за творами українських та зарубіжних класиків, а також сучасних драматургів.
Театр імені Саксаганського веде активну гастрольну діяльність містами Київської області (Богуслав, Тараща, Васильків, Тетіїв, Бориспіль, Обухів тощо) та містами всієї України (Житомир, Черкаси, Київ, Умань, Полтава, Ужгород, Дрогобич тощо) з різноманітними виставами та шоу-програмами.
Працівники Театру імені Саксаганського нагороджені найвищими державними званнями. Серед творчого колективу — заслужені діячі мистецтв України: генеральний директор-художній керівник В'ячеслав Усков та балетмейстер Світлана Дядюн, народна артистка України Лідія Дяченко та заслужені артисти: Світлана Волкова, Всеволод Шекіта, Віктор Надем̓янов, Іван Калініченко, Надія Моцна, Євген Тодоракін, Людмила Мерва, Світлана Лановенко.
Працівників театру за самовіддану творчу працю і особистий внесок у розвиток культури нагороджено почесними  орденами «Княгині Ольги», «За заслуги», Міжнародного академічного рейтингу популярності «Золота Фортуна»; медалями «Золота Фортуна», урядовими грамотами, грамотами Міністерства культури і туризму України, облдержадміністрації, обласної, районної та міської рад, літературно-мистецькими преміями ім. І. Нечуя-Левицького, М. Вінграновського, премією НСТДУ ім. П. Саксаганського, премією ім. М. Заньковецької та іншими відзнаками.
«Думаю, що не помилюся, коли скажу, що білоцерківці, знайомлячи гостей з принадами міста, в першу чергу оповідають про перлину Білої Церкви — парк „Олександрію“. І ось чітко зримо бачиться ще одна перлина — це наш театр». Валентина Узарська, шанувальниця-глядачка, «Віват, театр, віват!». — «Юр'ївська земля», 16.08.2012 р.
У свої вісімдесят три театр Саксаганського дихає на повні груди, з юнацьким запалом вдивляється у перспективи і готовий мудро втілювати їх у життя. Колектив, який тут не працює, а дійсно служить — служить мистецтву, служить своєму високому покликанню — здатен дивувати, заворожувати, надихати. Адже кожен тут на своєму місці, кожен у свою справу вкладає душу, яка під театральною маскою — чиста і щира. Без гриму.
«Ви — наша гордість, наша відрада. Спасибі за всю ту любов, весь талант, який Ви даруєте глядачам. Ви даруєте людям свято. Віримо, що сила мистецтва об'єднає українців і переможе лихо. Любимо Вас! Дякуємо Вам!», з книги відгуків

## Репертуар

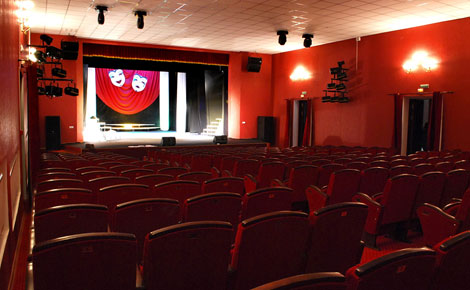
Зала театру ім. П. Саксаганського

Репертуар театру імені Саксаганського — не класичний, як у інших театрах. Глядачі Київщини мають широкий вибір для перегляду, адже можуть обирати і різножанрові вистави, і шоу-програми за участю артистів балету та артистів-вокалістів, і концерти театрального оркестру.
У репертуарі театру (на 2016 р.) 63 різнопланові постановки української та світової класики, сучасна драматургія та вистави для дітей, шоу-програми — «Любов останньою ніколи не буває», «Ми — українці», «Небеса Європи» та ін. і концерти оркестру «Занурення в класику», «Theatrum Novus» та ін.
Зростає і мистецький рівень постановок, розширюється діапазон тем та ідей, які звучать у виставах. Щороку відбувається щонайменше 6-8 прем'єрних вистав, 12 нових шоу-програм та 3-5 нових концертів оркестру Артисти-вокалісти, які беруть участь у шоу-програмах, професійно виконують світові та українські хіти, а артисти балету щоразу вдосконалюють свою майстерність у якнайрізноманітніших танцювальних номерах — від акробатичних до народних. Окрім того, артисти балету та артисти-вокалісти задіяні у драматичних театральних постановках.
За рік відбувається цілий ряд тематичних концертних програм до пам'ятних дат та свят: Всесвітнього жіночого свята 8 березня, Дня Святого Валентина, Міжнародного Дня Театру, закриття театрального сезону у червні, відкриття театрального сезону у серпні, Дня Незалежності України, концерт для представників «Золотого фонду» м. Біла Церква, благодійні концерти та різноманітні обласні заходи. Окремі масштабні програми підготовлені до Дня Захисника Вітчизни, Дня Збройних сил України, до річниці катастрофи на Чорнобильській АЕС, Дня ліквідатора наслідків аварії на ЧАЕС.
Репертуарний лист театру:
Українська класична драматургія:
- «100 000 (Сто тисяч)», І. Карпенко-Карий

- «Украдене щастя», І. Франко
- «Пошилися в дурні», М. Кропивницький
- «Сватання на Гончарівці», Г. Квітка-Основ'яненко
- «За двома зайцями», М. Старицький
- «Кайдашева сім'я», І. Нечуй-Левицький
- «Шельменко-денщик», Г. Квітка-Основ'яненко
- «Майська ніч, або Чудеса в решеті» М. Гоголь
- «Нехай одразу двох не любить» за М. Старицьким

Українська сучасна драматургія:
- «Хто кому Рабинович?», І. Афанасьєв
- «Американська рулетка», О. Мардань
- «Нелегалка», А. Крим
- «Ненормальна», Н. Птушкіна
- «Той, що відчиняє двері», Неда Неждана
- «Самотня леді», І. Афанасьєв
- «Доньки-матері», О. Мардань
- «Лузер», І. Афанасьєв
- «Ніч з незнайомкою», О. Петров
- «Пізанська вежа», Н. Птушкіна
- «Так закінчилося літо», Я. Стельмах
- «Вип'ємо кави?.. З миш'яком», В. Винниченко
- «Баба Пріся» П. Ар'є

Світова класична драматургія:
- «Портрет Доріана Грея», О. Уайльд
- «Отелло — мавр венеціанський», В. Шекспір
- «Іван Васильович змінює професію» за М. Булгаковим
- «Моя професія — синьйор із вищого світу», Д. Скарніччі, Р. Тарабузі
- «Безумний день, або Весілля Фігаро», П. Бомарше
- «Ханума», А. Цагарелі
- «Три сестри», А. Чехов
- «Історія коня» за Л. Толстим
- «Щоденники Адама і Єви», М. Твен
- «Любовна одповідь чоловікові», Г. Маркес

Світова сучасна драматургія:
- «Клінічний випадок, або Скелет у шафі», Р. Куні
- «Амількар. Рахунок за почуття», І. Жаміак
- «Боїнг-Боїнг», М. Камолетті
- «Французька вечеря», М. Камолетті
- «Занадто одружений таксист», Р. Куні
- «Шалене весілля», Р. Хоудон
- «Дерева помирають стоячи», А. Касона
- «Останній строк», В. Распутін
- «Дуже проста історія», М. Ладо
- «Третє слово», А. Касона
- «Сільвія», А. Герні-молодший
- «Три хвилини на вбивство», Р. Ламуре

Вистави для дітей:
- «Король Лев», сценічна версія А. Прокоп'єва
- «Чарівна магія Паскаля», Д. Урбан
- «Магічна кулька Санта Клауса», А. Прокоп'єв
- «Дюймовочка та Метелик», Г. Яблонська
- «Кицик-Мицик», Ю. Чіповецький
- «Зачаклований Ховрашок», Неда Неждана
- «Сучасні пригоди трьох поросят», Г. Вербовська-Серна
- «Бременські музиканти», Брати Грімм
- «Попелюшка», Є. Шварц
- «Рапунцель», Брати Грімм
- «Мауглі», Р. Кіплінг
- «Сюрприз для Пеппі», Т. Бугаєвська
- «Красуня та Чудовисько», Ж.-М. Лепрес де Бомон
- «Незнайко. Я повернувся», В.Усков
- «Академія Чарівників», сценічна версія А. Зеленчука
- «Агенти новорічної безпеки», А. Прокоп'єв
- «Хто хоче в Новий рік?», В. Усков

## Гастрольна і фестивальна діяльність
Театр ім. Саксаганського — лауреат та переможець всеукраїнських та міжнародних фестивалів театрального мистецтва: Всеукраїнське свято театрального мистецтва «Вересневі самоцвіти» у м. Кіровограді, Міжнародний фестиваль жіночої творчості ім. Марії Заньковецької у м. Ніжині, фестиваль мистецтв України у м. Києві, Міжнародний фестиваль «Сцена людства» в м. Черкаси, театральний фестиваль «Театральна елегія» у м. Іллічівську, Міжнародний фестиваль комедії «Талія» у Тарнові (Польща), Міжнародний театральний фестиваль «Мельпомена Таврії», Відкритий регіональний фестиваль театрального мистецтва «В гостях у Гоголя» (м. Полтава), Всеукраїнський фестиваль молодої української режисури ім. Леся Курбаса, Міжнародний театральний фестиваль «Зустрічі в Одесі», Міжнародний театральний фестиваль «Мандруючі зірки».
Протягом останніх десяти років театр взяв участь у більше, ніж 20 міжнародних та всеукраїнських фестивалях, на яких демонстрував мистецький рівень Київської області.
Театр імені Саксаганського неодноразово побував на майданчиках багатьох міст України: Житомира, Полтави, Вінниці, Черкас, Кривого Рогу, Одеси, Чернівців, Миколаєва, Чернігова, Дніпропетровська, Херсона, Коломиї тощо. У цих містах театр неодноразово показував високий рівень театрального мистецтва Київщини, тому і сьогодні там завжди раді бачити саксаганців.
Майже щотижня вистави Театру імені Саксаганського мають можливість побачити глядачі Київщини не лише у Білій Церкві. Театр імені Саксаганського — театр обласного значення, тож він виконує свою місію та гастролює з постановками містами Київщини: міста Бориспіль, Васильків, Богуслав, Обухів, Миронівка, Фастів, Тараща, смт. Володарка, смт. Макарів, с. Ч. Мотовилівка Фастівського району тощо.

## Міжнародна співпраця
Театр налагоджує та розвиває міжнародні зв'язки.
Вже не перший рік театр імені Панаса Саксаганського відвідує польські міста Тарнув та Островець Свентокшиський з різноманітними мистецькими проектами та приймає в гостях польські творчі колективи. Це — великий досвід для становлення театрального мистецтва у Київській області, адже місто має рідкісну змогу отримати безцінні уроки з розвитку сучасного європейського театрального мистецтва.
Також театр бере участь у програмі стратегічної співпраці Міжнародного університету «Всесвітній театральний досвід» (м. Лондон) з театрами України.
В березні 2016 року у Міжнародному центрі культури і мистецтв профспілок України («Жовтневий палац») відбувся масштабний концерт оркестру Театру імені Саксаганського «Віденська весна. З любов'ю до України» за участю всесвітньо відомого диригента з Австрії Курта Шміда.
У серпні 2016 року шоу-програму, присвячену відкриттю 83 театрального сезону та драматичні вистави відвідали гості з Фінляндії. Зокрема — Ігор Фрей, фінський актор театру і кіно українського походження, диктор, телеведучий, театральний педагог і режисер, художній керівник Українського народного театру у Фінляндії. Одразу ж було підписано офіційну угоду про гастролі саксаганців з шоу-програмою.
У вересні 2016 року у Національній Опері відбувся концерт оркестру Театру імені Саксаганського «Kiev Metropolis Orchestra» із музикантом світового масштабу Ігорем Группманом — володарем найпрестижнішої музичної премії «Греммі» та диригентом Королівського філармонічного оркестру Великої Британії, Роттердамського філармонічного оркестру, Токійського та Сеульського філармонічних оркестрів та ін. У планах театру на наступний рік — окрема масштабна програма разом із Ігорем Группманом у Білій Церкві, Театр імені Саксаганського завжди відкритий для діалогів, співпраці та спільних проектів.
КП КОР «Київський академічний обласний музично-драматичний театр ім. П. К. Саксаганського» взяв участь у відкритті нового культурного центру «Ostrowiecki Browar Kultury», який проходив у м. Островець-Свентокшиський, Республіка Польща.
Артистів театру з Київщини тут з нетерпінням чекали, адже багато хто пам'ятає їхній тріумфальний виступ кілька років тому.
Містяни хотіли знову зануритися в атмосферу свята, щирості і любові, яку творять на сцені саксаганці.
Керівництво міста відзначає, що для цієї почесної і відповідальної місії обирали професіоналів високого рівня, тому і запросили вже відомий у Польщі КП КОР «Київський академічний обласний музично-драматичний театр ім. П. К. Саксаганського».
Програма, яку підготували саксаганці для гастролей, вражала рівнем майстерності виконання і захоплювала різноманітністю й неймовірною енергетикою.
Зі сцени звучали пісні українською, польською, англійською, французькою, італійською мовами — і не виникало жодного мовного бар'єру. А мова танцю, як ми знаємо, — універсальна.
Ведучі свята вільно спілкувалися із залом польською. А після виступу вже всі артисти почали розуміти місцевих мешканців, принаймні, деякі фрази, які повторювалися найчастіше: «фантастично!», «ви неймовірно гарні!», «дуже дякуємо!», «приїжджайте до нас частіше!».
До речі, запрошення приїздити до Польщі частіше саксаганці отримали не лише від глядачів, але й від офіційних осіб. Більше того — театр одразу після завершення шоу-програми запросили на гастролі до Чикаго. Наразі з цього приводу ведуться перемовини.
Такого високого рівня обласний театр Київщини зміг досягти завдяки підтримці голови Київської обласної ради Миколи Стариченка, депутатського корпусу та голови Київської обласної державної адміністрації Михайла Бно-Айріяна.
Артисти теж діляться враженнями від поїздки. Для них це не тільки можливість показати свої вміння. Це культурне збагачення через знайомство з іншою країною, море вражень від спілкування з людьми і споглядання визначних пам'яток історії та архітектури. Це гордість за Київщину і всю Україну, яку вони представляли і яку так тепло вітали за кордоном. Це нові ідеї, нові плани і натхнення.